# كنيسة السيدة العذراء (الفلبين)
كنيسة السيدة العذراء (Nuestra Señora de la Asunción) ، والمعروفة باسم كنيسة سانتا ماريا، هي كنيسة أبرشية في مقاطعة إيلوكوس سور، الفلبين .
أدرجت الكنيسة يونسكو كموقع للتراث العالمي لليونسكو في 11 ديسمبر 1993 كجزء من كنائس الباروك في الفلبين، وهي مجموعة من أربع كنائس من العصر الباروكي الإسباني .
تعد الكنيسة نقطة جذب للسياح والكاثوليك في إيلوكوس سور، ليس فقط لارتباطها بالقرون الأربعة للهيمنة الإسبانية على تلك المنطقة، بل لوكنها تحفة فريدة من نوعها من جانب التصميم المعماري المتنوع. بنيت الكنيسة على قمة تل، ليس فقط كنقطة مراقبة وقلعة ولكن كمركز ديني خلال إدارتها من قبل الرهبان.

## التاريخ
في عام 1567 شهدت الكنسية زيادة في أعداد مرتديها، بعد دخول الجنود الإسبان إلى مقاطعة إيلوكوس، حيث زداد تدفق المستوطنين للمقاطعة وزداد عدد السكان.
أصبحت للكنيسة أشبه إدارة مستقلة في عام 1769، وتم تكريس العمل فيها للعذراء مريم تحت عنوان سيدة العذراء . إلى جانب التقدم الاقتصادي التي شهدته المقاطعة، تم توسيع المهام الإنجيلية، فالكنيسة الواقعة على سهل مستوي ضيق بين البحر والسلسلة الجبلية المركزية في لوزون، جعلتها مركزًا لكل من الأنشطة الدينية والتجارية.
وفقا للأسطورة وقبل بناء الكنيسة في موقعها الحالي، تم بناء لعبادة مريم العذراء في مكان مختلف يسمى بولالا. تقول الاسطورة أن مريم العذراء وجدوها تطفو على شجرة جوافه نمت حيث توجد الكنيسة الحالية، إلى دفع سكان البلدة إلى نقل الكنيسة إلى موقعها الحالي.
الأب ماريانو داكاناي، كاهن أبرشية إيلوكانو من 1 سبتمبر 1902 إلى 27 مايو 1922، لديه وجهة نظر أخرى لهذه الأسطورة، حيث يؤكد أنه تم جمعها من مصادر موثوقة.
ويذكر أن العذراء المقدّسة قد توجت في كنيسة أخرى كانت قد أقيمت سابقًا أسفل الكنيسة الحالية وهو الآن مجمع مدرسة إيست سنترال الابتدائية الابتدائية.
يضيف الأب داكاني أنه من هذه الكنيسة، قامت العذراء مريم بجلالها إلى شجرة الجوافه.
رواية الأب داكاني عن الأسطورة تكتسب احتمالية أكبر، حيث أصبحت الأساطير أو القصص العديدة والمتنوعة عن الأم العذراء جزءًا من التقاليد الدينية الفلبينية. ويمكن قبول أي واحد منهم كحقيقة، حيث أن العذراء المباركة نفسها هي التي أظهرت بطريقة معجزة تفضيلها لموقعها الدائم.
بدأ بناء الكنيسة الحالية عام 1765. في عام 1810 بني برج الجرس أثناء تجديد الكنيسة . خلال تجديد الكنيسة في عام 1863 بني الجدار الواقي حول جوانب التل. بعد إعادة تصميم برج الجرس في نفس العام مال الهيكل الكامل قليلا كما يبدو اليوم. جدد الدير بشكل كبير في عام 1895.

 كثير من السواح الذين سافروا ورأوا الكنيسة أعجبوا كثيرًا بحجمها ووضعها ككاتدرائية . يقول هنري سافاج لاندور وهو رسام وكاتب ومستكشف إنجليزي زار الفلبين عام 1900: 
 في سانتا ماريا يمكن العثور على كنيسة ذات مناظر خلابة يمكن الوصول إليها في رحلة رائعة من الدرجات. دير ضخم يقف بجانب الكنيسة على شرفة تبعد 80 متراً عن الساحة. هناك عدد من المباني الحجرية ، والمدارس والمكاتب ، والتي يجب أن تكون وسيمًا للغاية ولكنها تتداعى. تمت زراعة مساحات كبيرة من الأراضي المستوية بشكل جيد. تنتشر باريوس والمنازل في جميع أنحاء السهل. 
 إن الهيكل الضخم والرائع لكنيسة سانتا ماريا ليس معلما مثيرا للاهتمام فحسب ، بل هو أيضا نصب تذكاري للمبشرين المسيحيين الجريئين الذين ضحوا وكرسوا حياتهم لنشر الإيمان المسيحي في هذه المنطقة ؛ السكان الأصليون ورجال المعرفة الذين أقاموا الهيكل العظيم وغيرهم ممن قد بطريقة أو بأخرى يُنسبون إلى بناء كنيسة سانتا ماريا.
أدرجت الكنيسة كواحدة من أكثر الآثار المهددة بالانقراض في العالم من قبل صندوق الآثار العالمية في مراقبة الآثار العالمية لعام 2010 ، جنبًا إلى جنب مع مصاطب الأرز من كورديليراس الفلبينية وكنيسة سان سيباستيان (مانيلا).

## التصميم
على عكس الكنائس الأخرى في الفلبين والتي تتوافق مع التقاليد الإسبانية، تقع كنيسة ودير سيدة العذراء على تلة محاطة بجدار من جميع الجوانب مثل قلعة. يتم الوصول إلى الكنيسة عن طريق تسلق درج من 85 درجة من صخور الجرانيت. يؤدي الدرج الكبير المكون من ثلاث رحلات إلى فناء أمام مدخل الكنيسة حيث يتم رؤية منظر شامل للسهول السفلية وبلدة سانتا ماريا. يؤدي الطريق الضيق القادم من الجزء الخلفي للكنيسة إلى الفناء ولكنه يُستخدم فقط في المناسبات الخاصة.

### مظهر الكنيسة
واجهة الكنيسة من الطوب، ولها بوابة واحدة كبيرة مع ثلاث نوافذ. يحيط بالمدخل المقوس زوج من أعمدة مستطيلة تقسم الواجهة إلى ثلاث طائرات محددة جيدًا. ثم تأطر الواجهة بأكملها على الجوانب بواسطة دعامات دائرية ثقيلة تعلوها حلية تشبه الجرة.

### صحن الكنيسة
تتبع الكنيسة التصميم الفلبيني القياسي مع الواجهة التي تواجه مبنى صحن واحد مستطيل طويل. يبلغ ارتفاع الكنيسة حوالي 99 متر (325 قدم) وعرض 22.7 متر (74 قدم). الجدران الخارجية السميكة لها مداخل جانبية منحوتة بدقة مع فتحات قليلة. يتم تعزيز الجانب الشرقي والغربي من الجدران الخارجية بثلاث عشرة دعامة مستطيلة ضخمة كل نموذجي لهندسة الزلازل الباروكية .

تزين الدعامة الأولى من الأمام نقشًا ضخمًا يعيد سرد كيف تم العثور على تمثال سيدة العذراء على قمة شجرة. بنيت الدعامة الوسطى على الجدار الشرقي (الخلف) مثل سلم لسهولة صيانة السقف الخلفي عندما كان السقف من القش، وذلك قبل ظهور الحديد المجلفن المموج (CGI). 

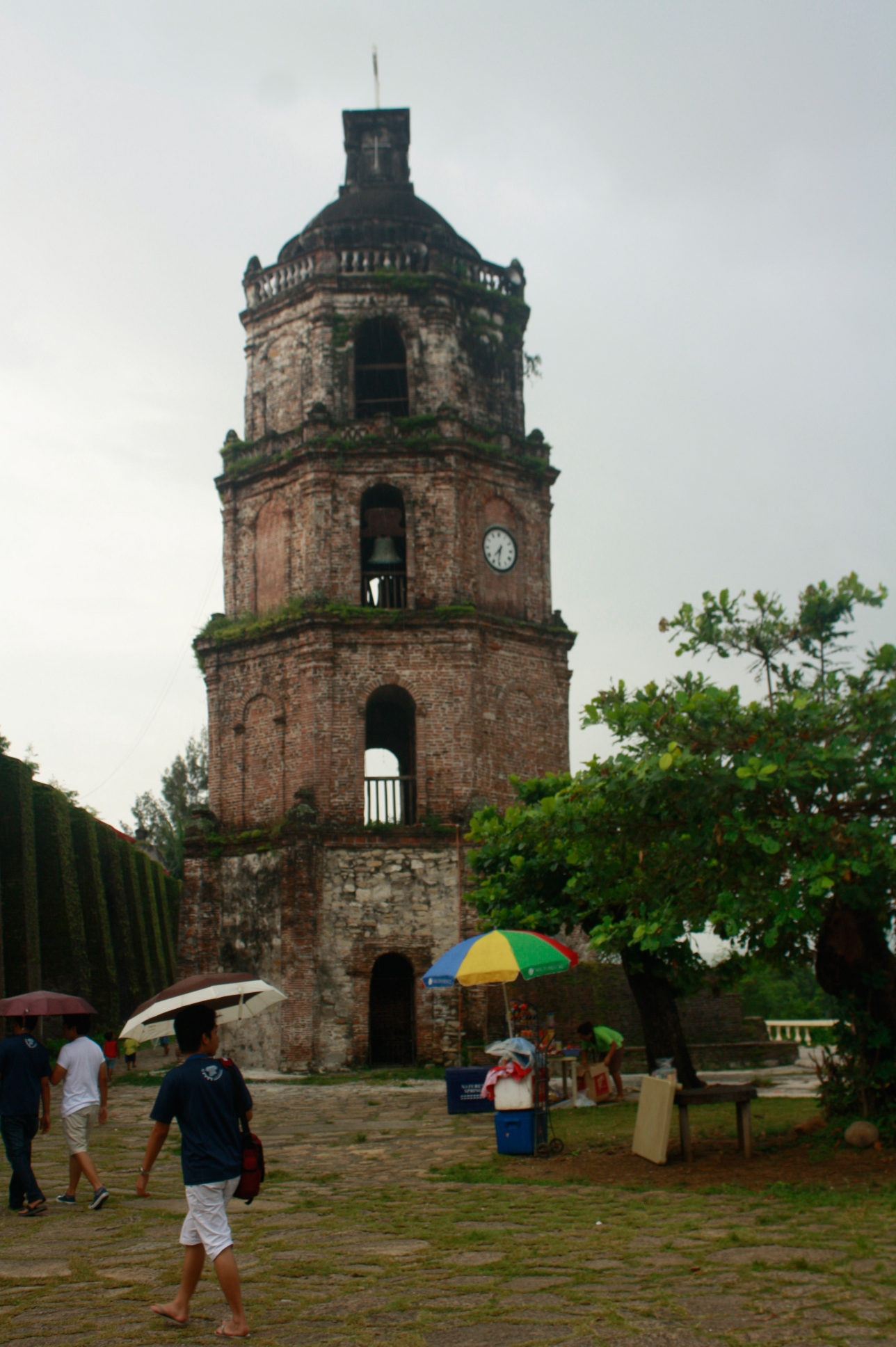
برج الجرس يشبه المعبد
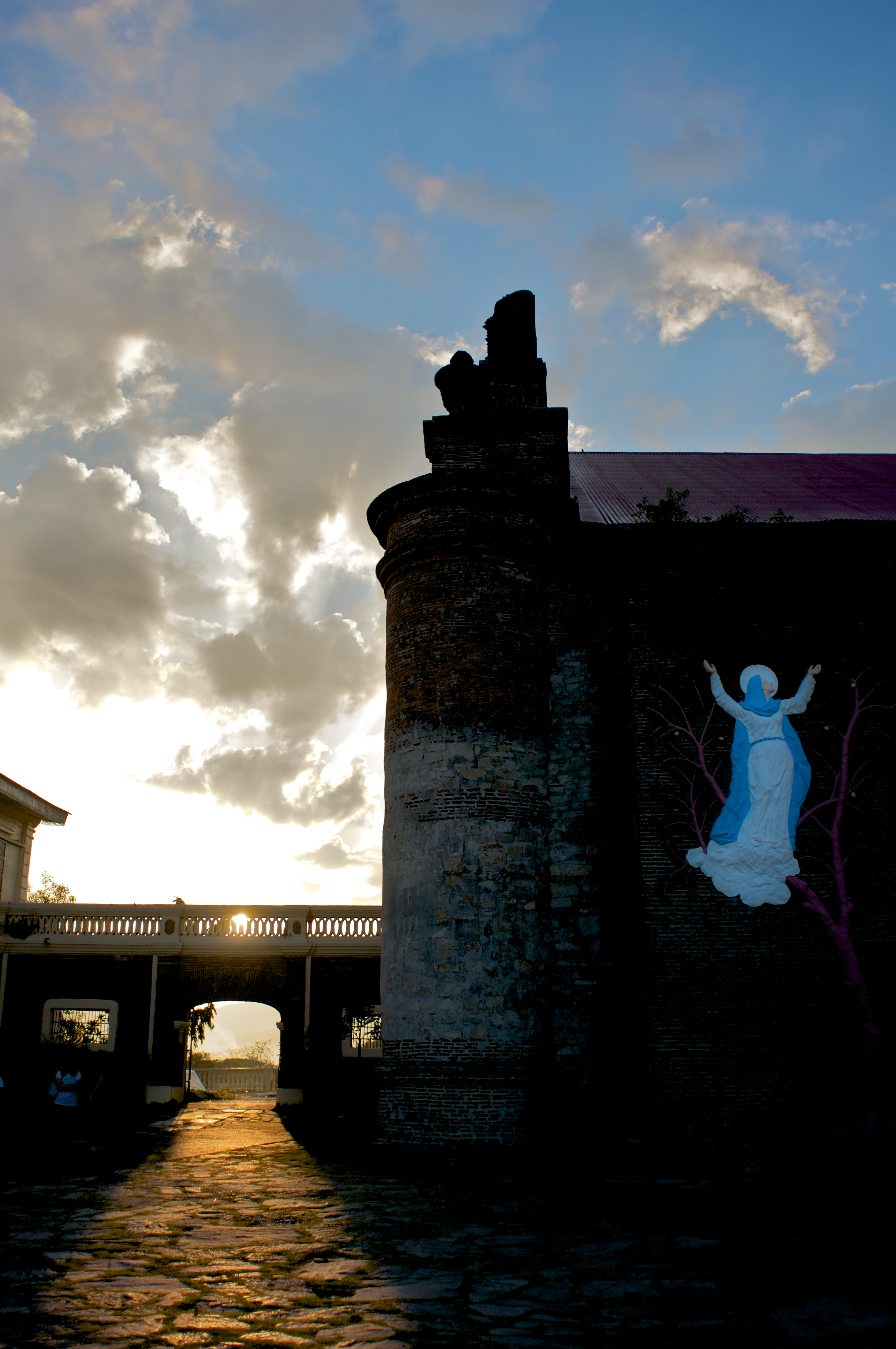
الممر المرتفع الذي يربط الدير بالكنيسة
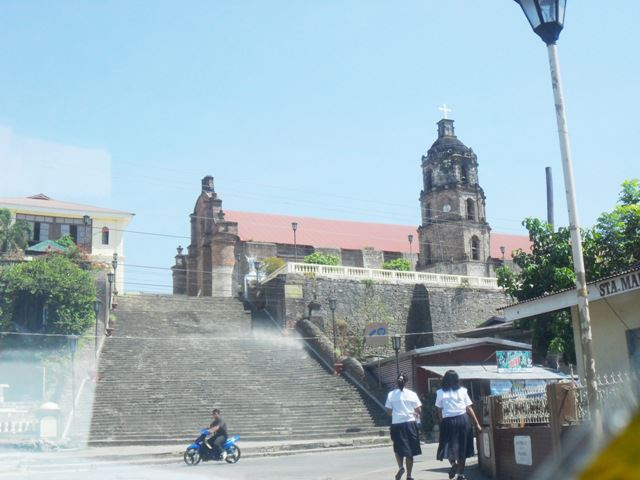
الدرج المؤدي إلى فناء الكنيسة

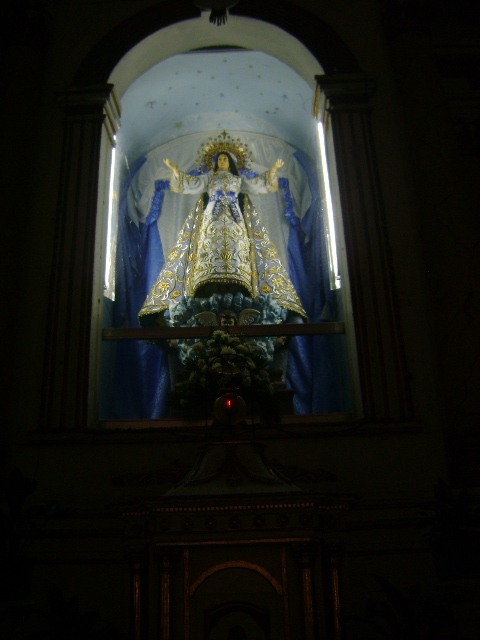
صورة كنيسة سانتا ماريا للعذراء مريم على افتراضها.

## روابط خارجية
- كنائس الباروك في الفلبين - موقع اليونسكو للتراث العالمي